# 房產五證
房產五證是中华人民共和国政府規定的房地產開發商銷售商品房時必須有的許可證，通常共有五項，極少的特殊土地或情況時會超過五項，但民間一般還是稱為五證齊全。購買五證齊全的房屋較少糾紛，有法律保障且一定不是小產權房，只要缺少任何一證通常都表示該樓盤有某種問題存在，不排除將來買房人被扯入糾紛或無法交屋。
五證中有串聯關係，未取得《国有土地使用证》是拿不到《建设用地规划许可证》和《建设工程规划许可证》的，而未有上兩證又拿不到《商品房銷售许可证》，但有的建商能通過非正常手段取得《施工许可证》，然而光有一證沒有意義，最後還是免不了成為違建。

## 五證
- 《国有土地使用证》-市国土资源局核发- 中國大陸所有土地視為國有，取得此證才表明受政府允許使用該塊土地。[1]
- 《建设用地规划许可证》-市住建局核发- 建设项目位置和范围符合都市計畫的法定凭证。[2]
- 《建设工程规划许可证》-市住建局核发- 建案藍圖符合安全法規。
- 《建筑工程施工许可证》-市住建局核发- 施工單位有建築業資質，是將來房屋权属登记的主要依据之一。[3]
- 《商品房銷售许可证》-房屋管理局核发- 可以合法收取房屋款項證明。

另外消費者還能索取《住宅质量保证书》和《住宅使用说明书》兩項由法律規定由建設開發商自行印製，作為商品房买卖合同的补充约定。